# Русская Лозовая

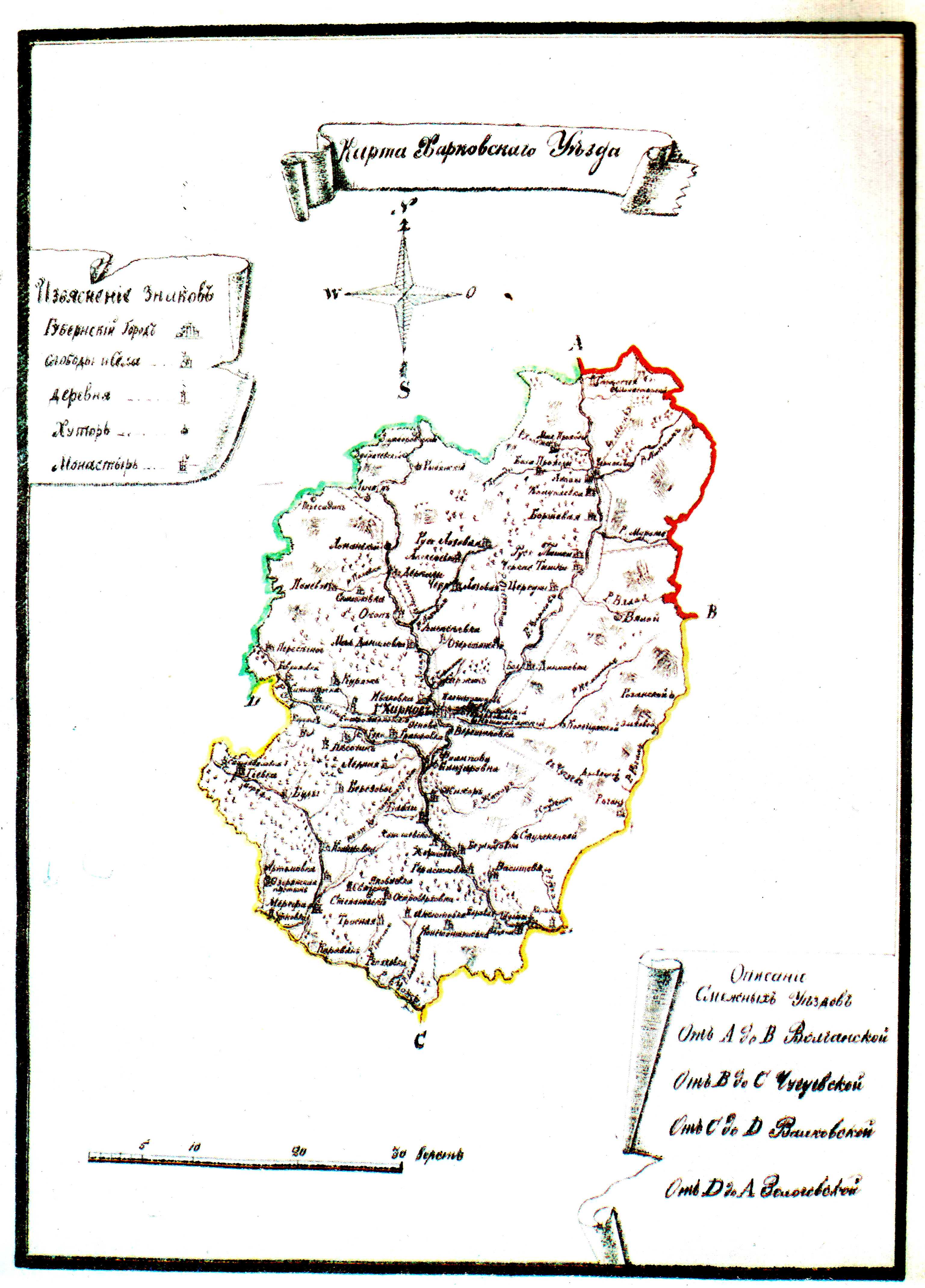
Р. и Ч. Лозовая на карте Харьковского уезда 1788 года

Ру́сская Лозова́я (укр. Руська Лозова) — село Дергачёвской городской общины Харьковского района Харьковской области Украины.

## Географическое положение
Русская Лозовая находится у истоков реки Лозовенька (устар. Лозовая). Село окружено большим лесным массивом (дуб, ясень, липа, лещина).

## История
- Слобода впервые упоминается в 1663 году[1].
- Являлась центром Русско-Лозовской волости Харьковского уезда Харьковской губернии Российской империи.
- После января 1924 года, после смерти Ленина, в селе была создана сельскохозяйственная артель им. В. И. Ленина[4].
- В 1940 году, перед Великой Отечественной войной, в селе были 925 дворов, кирпичный завод, бойня, две ветряные мельницы и Русско-Лозовской сельсовет.[2]
- В ходе Великой Отечественной войны селение было оккупировано немецкими войсками с конца октября 1941 по начало августа 1943 года.
- В Русской Лозовой в середине августа 1943 года при освобождении Харькова от немецкой оккупации находился штаб 107-й стрелковой дивизии Степного фронта Советской армии[5] (командир Бежко, Пётр Максимович).
- В 1966 году здесь действовали Харьковская птицефабрика, средняя и начальная школа, две библиотеки, больница[4].
- В 1976 году в селе были 1934 двора;[6] здесь действовали два отделения Харьковской птицефабрики, в которой было 4062 га земли, в том числе 3034 га пахотной;[6] средняя школа, в которой 45 учителей обучали 840 учеников; клуб, библиотека с фондом 5400 книг; больница, фельдшерский пункт, детский сад, семь магазинов, столовая.[6]
- Между 1991 и 1996 годами в селе был построен Никольский храм УПЦ МП[7].
- В мае 1995 года Кабинет министров Украины утвердил решение о приватизации находившегося здесь птицеводческого совхоза[8].
- В 2022 году во время вторжения России на Украину село было оккупировано, но позже освобождено в ходе контрнаступления Вооружённых сил Украины.[9]

## Население
| Год  | Население |
| ---- | --------- |
| 1959 | 5128      |
| 1967 | 5847      |
| 1976 | 6251      |
| 2001 | 5018      |

## Экономика
- Молочно-товарная ферма, машинно-тракторные мастерские.
- «Агро-Инвест», ООО.
- «Аграрий», ООО.

## Транспорт
Находится в 12 км от ближайшей ж.д. станции Дергачи.
Рядом с селом проходит автомобильная дорога М-20.

## Объекты социальной сферы
- Школа.
- Больница.
- Село газифицировано.
- Отделение «Нова Пошта» (до 1000 кг).
- Есть два Интернет-провайдера.

## Достопримечательности
- Братская могила советских воинов.

## Известные жители
- Фомин, Руслан Николаевич — украинский футболист.

## Религия
- Церковь Николая Чудотворца.[7]